# Комино
Комино (малт. Kemmuna) је острво у Средоземном мору које припада малтешком архипелагу. Налази се у мореузу Гоцо између острва Гоцо на северу и Малта на југу. Иако има површину од свега 3,5 км² треће је по величини острво на Малти. Острво је име добило по биљци ким (или кумин, Cuminum cyminum) која је некада расла на малтешким острвима. На острву живе свега 4 стално насељена становника (2006) али се број становника повећава услед прилива туриста у летњем делу године.
Комино је данас законом заштићен као парк природе. У административном смислу део је општине Ајнсилем која се налази у јужном делу острва Гоцо.

## Историја
Због бројних и дубоких пећина у кречњачким стена, Комино је од најранијих времена важио за веома сигурно место за гусарске бродове и разне друге бегунце од закона у средњем веку. Са његових литица често су вршени напади на бродове који су пролазили кроз мореуз. Доцније су ово подручје користили малтешки витезови из реда хоспиталаца за лов и одмор.
У периоду од 1285. до 1290. на острву је био заточен јеврејски кабалист и мистик и оснивач пророчке кабале Аврам Абулафија. Управо боравећи на овом острву Абулафија је написао своја најпознатија дела Књигу знакова (Sefer ha-Ot) и Речи лепоте (Imre Shefer).
Током 16. и 17. века Комино је служио као затвор за витезове који су починили нека недопуштена дела. Витезови осуђени за мања кривична дела били су обавезни да учествују у градњи тврђаве на острву.
Британски ратни брод ХМС Султан се 6. марта 1889. се насукао на подводну стену недалеко од острва и пар дана касније потонуо. Брод је касније извучен са дна и допремљен у луку у Валети.

## Знаменитости
Најзнаменитија и најуочљивија грађевина на острву је торањ Санта Марија (малт. it-Torri ta' Santa Marija) саграђен 1618. као осматрачница са које су се сигнализирале потенцијалне опасности које су долазиле са мора по суседна већа острва. Тврђава се налази на централном делу јужне обале. Грађевина је квадратног облика са торњем на сваком ћошку грађевине и саграђен је на литици уздигнутој 80 метара изнад нивоа мора. Сама тврђава је висока 12 метара, њени зидови су дебљине 6 м. Тврђава је реновирана у периоду 2002/04.
Исте године кад и тврђава (1618) на острву је саграђена и малена римокатоличка капелица посвећена првобитно Благовестима, обновљена и проширена 1667. и 1716. године. Капелица је данас посвећена Светој породици.
На острву данас постоји и један хотел са две приватне плаже, бројни бунгалови, полицијска станица и малена црква.
Питома Плава лагуна са кристално чистим морем која се налази између Комина и Коминота је једна од најпопуларнијих туристичких знаменитости Малте.
На Комину су снимани бројни филмски хитови међу којима се истичу Троја, Гроф Монте Кристо и Swept Away у којем је гавну улогу тумачила Мадона.